# Thomas Hamon
Pour les articles homonymes, voir Hamon.
Thomas Hamon est un coureur cycliste français né le 19 mars 1986 à Calais, spécialiste du Bicycle motocross (BMX). Il compte plusieurs titres de champion de France ainsi qu'un titre de champion du monde à son palmarès.

## Biographie
Dans la catégorie des cruisers (roues de 24 pouces), il remporte le titre de champion du monde de BMX en 2008 à Taiyuan en Chine.

## Palmarès en BMX
- 2008
  -  Champion du monde Cruiser
  -  Champion d'Europe Cruiser
  -  Champion de France Cruiser
  -  Champion de France 20 pouces

- 2009
  -  Champion de France Cruiser
  -  Champion de France 20 pouces

- 2010
  -  Champion de France 20 pouces